# Richard P. Powell
Richard Pitts Powell (* 28. November 1908 in Philadelphia; † 8. Dezember 1999 in Fort Myers) war ein US-amerikanischer Schriftsteller.

## Leben
Richard P. Powell machte 1930 seinen Abschluss an der Princeton University und arbeitete dann bei der Zeitung Philadelphia Evening Public Ledger. Nach zehn Jahren wechselte er zu einer Anzeigenagentur N.W. Ayer & Son. Nach Teilnahme am Zweiten Weltkrieg in General Douglas MacArthurs Stab kehrte Powell zu N.W. Ayer zurück, wo er 1952 bis zum Vizepräsidenten des Informationsdienstes aufstieg.
In den vierziger Jahren begann Powell Belletristik zu schreiben. Ab 1958 konnte er sich dem Schreiben völlig widmen. Seine ersten veröffentlichten Bücher verfasste er für die in Amerika populäre Radiosendung Inner Sanctum Mysteries zwischen 1943 und 1955. Mit der Veröffentlichung von Der Mann aus Philadelphia (The Philadelphian) im Jahr 1956 wurde er einem breiten Publikum bekannt. Das Buch wurde zum Bestseller, der 1959 unter dem Titel Der Mann aus Philadelphia (The Young Philadelphians) mit Paul Newman verfilmt wurde. 1959 hatte er einen weiteren Bestseller, den heiteren Roman Die Kwimpers (Pioneer Go Home), der 1962 mit Elvis Presley unter dem Titel Ein Sommer in Florida (Follow That Dream) verfilmt worden ist. Teuflische Spiele (Tickets to the Devil) von 1968 ist ein Ausblick auf die Welt des Bridge von ca. 1960. Die Hauptfiguren in dieser Kurzgeschichte basieren zum Teil auf großen Spielern dieser Zeit und nehmen zusammen mit den von Powell erdachten Personen an einem Landesturnier in den USA teil. Richard Powell starb 1999 in Fort Myers in Florida.

## Bücher
Nachfolgend sind seine Bücher nach dem Jahr ihrer Veröffentlichung in den USA sortiert aufgelistet:
- Don’t Catch Me (1943)
- All Over But the Shooting (1944)
- Lay that Pistol Down (1945)
- Shoot if You Must (1946)
- Auf Ehre und Gewissen, Rüschlikon, Zürich, 1958 (And Hope to Die, 1947)
- Der Haifisch-Fluss (Shark River, 1949)
- Das Muschelspiel (Shell Game, 1950; 2008 wieder veröffentlicht zusammen mit A Shot in the Dark, ISBN 1-933586-18-4)
- A Shot in the Dark (1952; 2008 wieder veröffentlicht zusammen mit Shell Game, ISBN 1-933586-18-4)
- Laßt Kugeln sprechen (Say It With Bullets, 1953; 2006, Dorchester Publishing Hard Case Crime,  ISBN 0-8439-5589-9)
- Falsche Farben (False Colors, 1955)
- Der Mann aus Philadelphia, 1958, Kiepenheuer § Witsch, ISBN 3-462-01079-4 (The Philadelphian, 1956;  2006, Plexus Publishing, ISBN 0-937548-62-6)
- Die Kwimpers, Übersetzung Walter Hasenclever. Kiepenheuer & Witsch, 1993, ISBN 3-462-01553-2  (Pioneer, Go Home, 1959, ISBN 0-89176-008-3)
- Der Soldat,  Kiepenheuer & Witsch, 1963, (The Soldier, 1960)
- I Take this Land (1963)
- Daily and Sunday (1964)
- Pepe bittet zur Kasse, Kiepenheuer & Witsch, 1968,  (Don Quixote, U.S.A., 1966)
- Das Turnier. Ein Bridge-Roman, heute bekannt unter: Teuflische Spiele ISBN 3-9806482-6-5 (Tickets to the Devil, 1968, ISBN 0-910791-41-4)
- Whom the Gods Would Destroy (1970)

## Verfilmungen
Das Buch Der Mann aus Philadelphia (The Philadelphian) wurde verfilmt als Der Mann aus Philadelphia (The Young Philadelphians) im Jahr 1959 mit Paul Newman und Barbara Rush in den Hauptrollen. Das Buch Die Kwimpers (Pioneer, Go Home!) wurde 1962 verfilmt und in Ein Sommer in Florida (Follow That Dream) umbenannt, die Hauptrolle (Toby Kwimper) spielte Elvis Presley. Der Woody-Allen-Film Bananas von 1971 benutzt auch Bestandteile aus Don Quixote, U.S.A. in seiner Handlung.

## Sonstiges
Die Internet Movie Database schreibt irrtümlich Powells Kurzgeschichten dem Drehbuchautor Richard M. Powell zu.

## Belege
1. ↑  Archivierte Kopie (Memento des Originals vom 11. Juni 2011 im Internet Archive)  Info: Der Archivlink wurde automatisch eingesetzt und noch nicht geprüft. Bitte prüfe Original- und Archivlink gemäß Anleitung und entferne dann diesen Hinweis.
2. ↑  Hard Case Crime: About the authors

| Personendaten    | Personendaten                              |
| ---------------- | ------------------------------------------ |
| NAME             | Powell, Richard P.                         |
| ALTERNATIVNAMEN  | Powell, Richard Pitts (vollständiger Name) |
| KURZBESCHREIBUNG | US-amerikanischer Schriftsteller           |
| GEBURTSDATUM     | 28. November 1908                          |
| GEBURTSORT       | Philadelphia, Pennsylvania, USA            |
| STERBEDATUM      | 8. Dezember 1999                           |
| STERBEORT        | Fort Myers, Florida, USA                   |